# Крокодил Гена (мультфільм, 2010)
Крокодил Гена (яп. クロコダイル遺伝子 Тебура:сіка, рус. «Крокодил Гена») — японський повнометражний ляльковий мультиплікаційний фільм режисера Макото Накамури, в російському прокатному варіанті (2010), що складається з двух частин: «Чебурашка і цирк», «Поради Шапокляк».
Це версія японського лялькового серіалу про Чебурашка 2010 року, перемонтована спеціально для Росії у вигляді повнометражного фільму, з певними відмінностями від японського варіанта. Японський серіал у Росії не демонструвався через невизначеність з авторськими правами.
Мультфільм вийшов у російський прокат 5 червня 2010 року, проте прокат було припинено через анулювання прокатного посвідчення на вимогу «Союзмультфільму», а також через невизначеність з авторськими правами. Це рішення було оскаржене, і після поновлення прокатного посвідчення фільм вийшов у прокат 6 листопада 2014 року. Наступний мультфільм Чебурашка

## Сюжет
Мультфільм складається з двух частин «Чебурашка і цирк» і «Поради Шапокляк».

### Крокодил Гена
Крокодил Гена працює в зоопарку — крокодилом. Кожен день увечері він повертається додому до своєї самотньої квартири. Нарешті йому набридає грати самому із собою в шахи і Гена вирішує завести собі друзів. На оголошення, розклеєні по місту, відгукуються звірі і люди. Першою приходить дівчинка Галя з бездомним щеням, а слідом за нею Чебурашка…

### Чебурашка і цирк
У першій частині Чебурашка і крокодил Гена йдуть в цирк і допомагають дівчинці Маші добре виступити в цирковій виставі.

### Поради Шапокляк
У другій частині старий чарівник приїжджає в місто шукати свою онуку. Він просить Крокодила Гену і Чебурашку знайти її, і вони беруть пораду, де її знайти, у Шапокляк, яка дає всім поради.

## В ролях
| Персонаж      | Російська версія                            | Японська версія  |
| ------------- | ------------------------------------------- | ---------------- |
| Чебурашка     | Лариса Брохман Ольга Шорохова деякі репліки | Нодзомі Охасі    |
| Крокодил Гена | Володимир Ферапонтов                        | Хіросі Цутіда    |
| Шапокляк      | Дмитро Філімонов                            | Ті               |
| Маша          | Ольга Звєрєва                               | Кії Китано       |
| Фокусник      | Олександр Пожаров                           | Сюндзи Фудзимура |
| Лев Чандр     | Олександр Груздєв                           |                  |
| Галя          | Ольга Шорохова                              |                  |
| Учитель       | Антон Колесников                            |                  |

## Історія створення
"Чебурашка" - данина поваги міжнародної команди аніматорів радянському мультфільму Романа Качанова. Головним завданням для творців було максимальне збереження автентичної манери лялькового фільму. Для того, щоб зберегти дух легендарного радянського мультфільму, всі ляльки та декорації були відновлені наново: пластика, міміка та голоси героїв були відтворені з максимальною достовірністю. Були спеціально залучені консультанти з Росії та Білорусії, художниками-постановниками фільму стали Михайло Алдашин та Михайло Тумеля. Робота над «Чебурашкою» тривала 6 років.
Режисер Макото Накамура навмисно зробив вибір на користь лялькової анімації, а не простішого у виконанні способу — комп'ютерної графіки. На його думку, «в ляльковій анімації є особливий неповторний шарм і, на відміну від комп'ютерної графіки, ляльки — це реально існуючі речі, які вдихнули «життя» за допомогою руху, саме тому на екрані вони сприймаються інакше».

## Титри і сцена після них
Титри демонструються англійською мовою із зазначенням усієї знімальної групи, рімейком пісні «Блакитний вагон» та показом фотографій Чебурашкою і цирком та Порадів Шапокляк. Після титрів показуються вечірнє місто та події під час та після заходу сонця.